# Euperilampus krombeini
Euperilampus krombeini is een vliesvleugelig insect uit de familie Perilampidae. De wetenschappelijke naam is voor het eerst geldig gepubliceerd in 1969 door Burks.